# Gruyères, Ardennes
 Gruyères  là một xã ở tỉnh Ardennes, thuộc vùng Grand Est ở phía bắc nước Pháp.